# دونگا تسرنوچا
دونگا تسرنوچا (به صربی: Donja Crnuća) یک منطقهٔ مسکونی در صربستان است که در ناحیه موراویتسا واقع شده‌است. دونگا تسرنوچا ۳۲۳ نفر جمعیت دارد.